# Aracena
Aracena település Spanyolországban, Huelva tartományban. Aracena Alájar, Linares de la Sierra, Los Marines, Cortelazor, Hinojales, Corteconcepción, Puerto Moral, Zufre, Higuera de la Sierra, La Granada de Río-Tinto, Campofrío, El Campillo és Almonaster la Real községekkel határos. Lakosainak száma 8392 fő (2024).

## Népesség
A település lakosságának változását az alábbi diagram mutatja:
| Lakosok száma | 6672 | 6979 | 7228 | 7612 | 7812 | 7859 | 7929 | 8107 | 8215 | 8392 |
|               | 2001 | 2004 | 2006 | 2009 | 2011 | 2014 | 2016 | 2019 | 2021 | 2024 |